# Die Lösung der Judenfrage

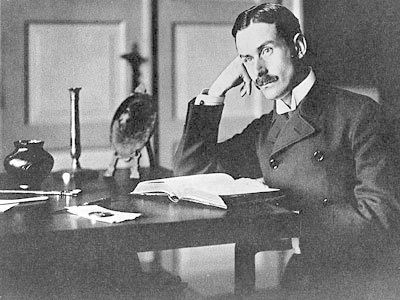
Porträtaufnahme von Thomas Mann, 1905

Die Lösung der Judenfrage ist der heute missverständliche Titel eines kurzen Essays von Thomas Mann, der am 14. September 1907 in den Münchner Neuesten Nachrichten erschien und später als einer von einhundert Beiträgen in Die Lösung der Judenfrage. Eine Rundfrage. veröffentlicht wurde.
Der Autor reagierte damit auf ein Rundschreiben von Julius Moses zur sogenannten Judenfrage, deren „Lösung“ er, wenn auch modifiziert, in einer kulturellen Assimilation im Sinne einer „Europäisierung des Judentums“ sah.
Trotz des erklärten Philosemitismus zeigt der Text ein ambivalentes Verhältnis zum Judentum und kommt – etwa bei der drastischen Darstellung der „Ghettojuden“ – nicht ohne gewisse, damals weit verbreitete antijüdische Stereotype aus, die weiterhin Gegenstand der Forschung sind.

## Inhalt

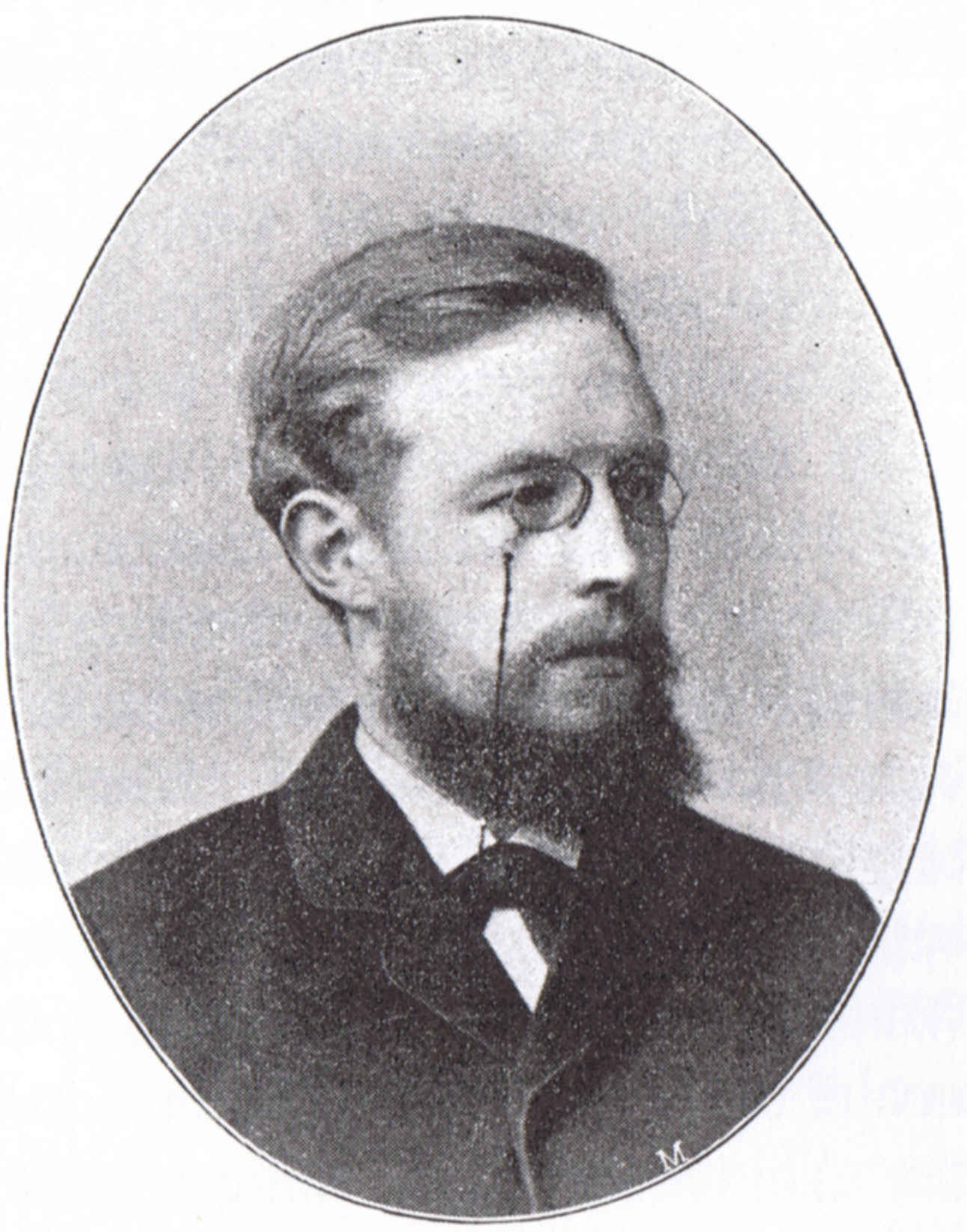
Adolf Bartels (vor 1897)

Mit einer ironischen Wendung widerspricht Thomas Mann der „bestechenden“ These des „großen germanischen Lyrikers und Literaturhistorikers“ Adolf Bartels, eines völkischen Antisemiten, er sei Jude, und verweist demgegenüber auf seine „romanische Blutmischung“. Als Philosemit betrachte er den von Zionisten geforderten „Exodus“ der Juden wegen ihrer kulturellen Bedeutung für Europa als größtes Unglück.
Für den Novellisten sei die „Judenfrage“ ein psychologisch reizvolles Problem: „Überall als Fremdling kenntlich, das Pathos der Ausnahme im Herzen“, verkörpere der Jude eine „außerordentliche Daseinsform“, die sich innerhalb des bürgerlichen Lebens erhalten habe und sich „in einem erhabenen oder anrüchigen Sinne von der gemeinen Norm“ auszeichne. Die konträren Eigenschaften und Kontraste des „jüdischen Wesens“, wie „Freigeisterei und revolutionäre Neigungen“, „Snobismus und Sehnsucht“, „Zynismus und Sentimentalität“, seien Ergebnisse seiner „Außerordentlichkeit“, wozu nicht zuletzt seine Überlegenheit im „Wettstreit“ gehöre. Hier sei man als Minderheit im Vorteil.
Die „Judenfrage“ könne nicht rasch gelöst werden, weder durch Assimilation oder Zionismus noch durch andere „Zauberwörter“, sondern sich nur wandeln und irgendwann vielleicht nicht mehr existieren. Die Unterstützung jüdischer Angelegenheiten gehe einher mit dem kulturellen Fortschritt.
Auf einen der Vorschläge im Rundschreiben eingehend, spricht sich Thomas Mann für die Assimilation aus, allerdings im Sinne der „Europäisierung des Judentums“, die mit seiner Aufwertung einhergehe bzw. sich gegen die Verelendung des „jüdischen Typus“ richte, wie sie sich etwa in den Ghettos zeige.
Es sei ein Fehler, aus der zweitausendjährigen Diaspora einen Anpassungsmangel herleiten zu wollen. Es bestehe keine „Notwendigkeit, daß der Jude immer einen Fettbuckel, krumme Beine und rote, mauschelnde Hände behalte, ein leidvoll unverschämtes Wesen zur Schau trage und im ganzen einen fremdartig schmieren Aspekt gewähre“. Im Gegenteil gebe es heute schon „junge Leute, die [sich] bei englischem Sport“ und günstigen Bedingungen entwickelt hätten, „ohne ihre Art zu verleugnen“, und wohlgeraten und auf eine Weise elegant seien, die „jedem germanischen Mägdlein oder Jüngling den Gedanken einer ‚Mischehe‘ recht leidlich erscheinen lassen“ müsse.

## Hintergrund
Julius Moses hatte sich mit einem Rundschreiben an zahlreiche Persönlichkeiten des öffentlichen Lebens gewandt und Fragen zur kulturellen Assimilation, Fortentwicklung und nationalen Selbständigkeit der Juden im Zusammenhang mit der zionistischen Bewegung aufgeworfen. Am Ende seines Rundschreibens fragte er nach dem „Wesen der Judenfrage“, nach Unterschieden in anderen Ländern und der möglichen „Lösung“.
Neben Rainer Maria Rilke und Maxim Gorki befand sich auch der völkische Antisemit Adolf Bartels unter den Empfängern. Dieser hatte in seinem Buch Die deutsche Dichtung der Gegenwart unter anderem behauptet, die „Gebrüder Mann“ seien Juden.

## Bedeutung und Rezeption
In den unterschiedlichen Forschungsansätzen und literaturwissenschaftlichen Bewertungen wird immer wieder ein Spannungsverhältnis betont: Einerseits weist Thomas Mann, vor allem in seinem frühen und mittleren Werk, Klischees unter Hinweis auf seinen Philosemitismus zurück, andererseits wiederholt er sie.
Für Stefan Breuer zeigt der Essay erneut eine eigentümliche Spaltung: Thomas Mann habe sich zwar politisch vom Antisemitismus der Zeitschrift Das zwanzigste Jahrhundert abgewendet, für die vor allem sein Bruder Heinrich aggressive Beiträge verfasst hatte, doch wirkten auf dem literarischen Feld negative Stereotype fort, die in einer Reihe jüdischer Figuren aus dem Prosawerk zu erkennen seien. Auffällig sei, dass der Text neben dem erklärten Philosemitismus drastische denunziatorische Darstellungen des „Ghettojuden“ enthalte und somit eine Ambivalenz von Erklärung und antijüdischen Stereotypen erkennen lasse. Da es an einer weltanschaulichen Aufladung fehle, könne von Antisemitismus indes nicht gesprochen werden.
Ähnlich konstatiert Heinrich Detering einen Widerspruch zwischen der positiven Einschätzung der kulturellen Bedeutung des Judentums und einer unmerklichen Abgleitung ins „Feindselige und Aufsässige“. So habe Thomas Mann mit selbstverständlicher Beiläufigkeit von der „entarteten und im Ghetto verelendetsten Rasse“ geschrieben und damit als nicht erläuterungsbedürftig vorausgesetzt, das Ghetto würde „den Juden heute noch … zutiefst in der Seele“ sitzen. Mit der gönnerhaften Einschränkung, „der Jude“ müsse keine „krummen Beine und rote mauschelnde Hände behalte(n)“, habe der erklärte Philosemit Thomas Mann eben genau die Stereotype wiederholt, die er vorher entschieden verworfen habe.
Mit Blick auf die von Mann verwendeten Klischees in seinem „fatalen Stück“ weist Klaus Harpprecht darauf hin, dass der Autor mit antisemitischen Publikationen vermutlich vertraut gewesen sei. Die Fragwürdigkeit lasse sich schon daran erkennen, dass der Essay zu Lebzeiten des Autors in keiner weiteren seiner Textsammlungen habe erscheinen dürfen. Andererseits dürfe die Perspektive nicht vergessen werden, aus der heraus Thomas Mann wie „ein Sohn seiner Zeit“ gedacht habe, obwohl „aufgeklärte Geister“ schon damals antisemitische Ressentiments als kulturlos zurückgewiesen hätten.
Zum weiteren Verhältnis Thomas Manns zum Judentum siehe: Thomas Mann und das Judentum.